# Johan David Åkerblad
Johan David Åkerblad (Jean-David Akerblad) (né le 6 mai 1763 à Stockholm – mort le 7 février 1819 à Rome) est un archéologue suédois de la fin du XVIIIe, début du XIXe siècle, spécialiste de l'Égypte antique.

## Biographie
Johan David Åkerblad fut attaché à l'ambassade suédoise à Constantinople, visita Jérusalem et la Troade entre 1792 et 1797, fut chargé d'affaires à Paris avant de se retirer à Rome, où il mourut en 1819. Il s'est occupé d'antiquités égyptiennes, et a frayé la voie à Jean-François Champollion : on remarque parmi ses écrits deux lettres à Antoine-Isaac Silvestre de Sacy :
- Sur l'écriture cursive copte (1801) ;
- Sur l'inscription de Rosette (1802).

Åkerblad pensait que tous les caractères hiéroglyphiques étaient phonétiques. Le rôle majeur de Champollion sera de comprendre que l'écriture hiéroglyphique mélange des caractères phonétiques de la langue parlée à l'époque (ancêtre du copte) et des caractères (les mêmes souvent) à valeur idéographique, ce qui permet de multiples combinaisons, comme on peut le faire dans un rébus, et c'est cela qui rendait tout déchiffrement complet très difficile, puisqu'il fallait passer par une « lecture » des assemblages de caractères en sélectionnant correctement leur valeur de prononciation (et en prenant en compte une grammaire qu'il fallait restituer).